# Horst Lateika
Horst Lateika (* 1934) ist ein deutscher Schauspieler und Puppenspieler.

## Leben
Als Schauspieler war Lateika unter anderem in der Fernsehserie Fernfahrer sowie in dem Film Vera Romeyke ist nicht tragbar zu sehen. In der Fernsehserie Hallo Spencer sprach und spielte er die Rolle des Nepomuk. Von 1973 bis 1977 war Lateika einer der Intendanten des Theaters Oberhausen, zuvor war er dort auch als Schauspieler und Inspizient tätig. Ab 1982 war er in Kassel tätig, zunächst als Schauspieler, später als Direktor der Komödie Kassel. 

## Theater (Auswahl)
Städtische Bühnen Erfurt
- 1957: William Shakespeare: König Lear (Bedienter von Cornwall) – Regie: Eugen Schaub
- 1957: Boris S. Romaschow: Die feurige Brücke (Rotgardist) – Regie: Eugen Schaub (deutsche Erstaufführung)
- 1958: Anna Elisabeth Wiede: Das Untier von Samarkand (Agamemnon, Eseltreiber) – Regie: Georg Leopold
- 1958: Bertolt Brecht: Schweyk im Zweiten Weltkrieg (Liebespaar, zusammen mit Sonja Stokowy) – Regie: Eugen Schaub
- 1958: Heiner Müller: Der Lohndrücker (Junger Arbeiter) – Regie: Eugen Schaub / Horst Ludwig
- 1958: Johann Wolfgang von Goethe: Götz von Berlichingen (Rufer / Knecht des Götz / Gerichtsdiener) – Regie: Eugen Schaub
- 1959: William Shakespeare: Julius Cäsar (Lucius, Diener des Brutus) – Regie: Eugen Schaub